# Lobelia volcanica
Lobelia volcanica är en klockväxtart som beskrevs av Tina J. Ayers. Lobelia volcanica ingår i släktet lobelior, och familjen klockväxter. Inga underarter finns listade i Catalogue of Life.